# دنیلو پریرا
دنیلو لوییس هلیو پریرا (پرتغالی: Danilo Luís Hélio Pereira؛ زادهٔ ۹ سپتامبر ۱۹۹۱) بازیکن فوتبال اهل پرتغال است.

## باشگاهی
از باشگاه‌هایی که در آن بازی کرده‌است می‌توان به ماریتیمو، پارما، آریس سالونیک، باشگاه فوتبال رودا جی‌سی کرکراد و پورتو اشاره کرد.

## تیم ملی
وی همچنین در تیم ملی فوتبال پرتغال بازی کرده‌است.